# Ольсово
Ольсово — деревня в Дмитровском районе Московской области, в составе Сельского поселения Большерогачёвское. Население — 18 чел. (2010). До 2006 года Ольсово входило в состав Большерогачевского сельского округа.

## Расположение
Деревня расположена на северо-западе района, примерно в 27 км северо-западнее Дмитрова, на стрелке рек Яхромы и Сестры, высота центра над уровнем моря 119 м. Ближайший населённый пункт — Усть-Пристань на противоположном берегу Яхромы.

## История
До реформы секуляризации 1764 года была приписана к Свято Троицкой Сергиевой Лавры вотчине приписного Николо-Пешношского монастыря. Затем стала Дмитровского уезда ведомства Государственной коллегии экономической деревней. Население в 1774 году составляло 4 двора и 22 человека.
В 1862 году в справочнике "Списки населенных мест Российской Империи. Московская губерния" на стр.101 упоминается как казенная деревня Олисова. На 1862 год в деревне указано 8 дворов, 24 жителя мужского пола, 30 женского.
На карте "Военно-дорожная карта России и сопредельных стран 1837 года" также отмечен населенный пункт Olisowa на Рогачевском тракте (ныне Рогачевское шоссе), на карте 1829 года по-русски - Олисова.
Деревня относилась к Церкви Казанской Божьей Матери в селе Трехсвятском Клинского уезда.

## Население
| 2002 | 2006 | 2010 |
| ---- | ---- | ---- |
| 6    | ↘4   | ↗18  |